# Paul Hunaeus

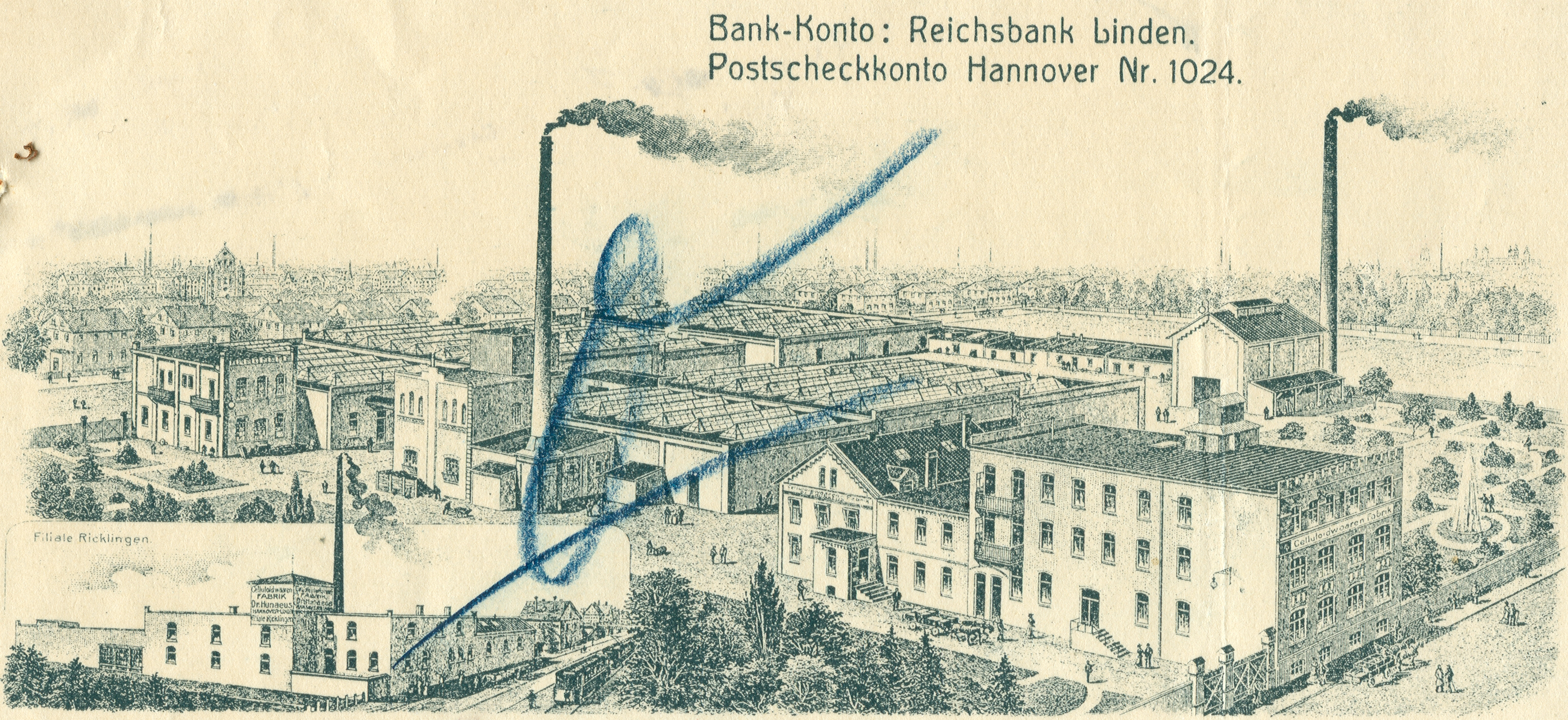
Fabriken in Linden-Nord und Hannover-Ricklingen
Stich auf einem Rechnungs-Vordruck (Ausschnittvergrößerung), um 1900

Die Celluloid-Waaren-Fabrik Dr. P. Hunaeus war im 19. und 20. Jahrhundert eine auf die Produktion von Zelluloid-Waren spezialisierte Fabrik in Hannover-Linden, die neben Fahrradzubehör auch Kinderspielzeug und Puppen produzierte.

## Standorte
Das Unternehmen Dr. Paul Hunaeus wurde 1890 gegründet und hatte laut einer Zeitungsanzeige von 1895 seinen Sitz in der Leinaustraße 9 (heute in Linden-Nord, einem Stadtteil von Hannover). Nach dem hannoverschen Archivar Helmut Zimmermann wurde die Straße nördlich der Limmerstraße jedoch erst 1896 angelegt und „nach der hier liegenden Tapetenfabrik »Leinau« von Georg Friedrich Brakebusch & Sohn benannt“. Eine „Filiale“ der Fabrik betrieb Hunaeus in Ricklingen; direkt vor der dortigen Fabrik verliefen Gleise, wie der Stich auf einem 1916 ausgestellten Rechnungsvordruck zeigte.

## Produkte

### Schutzmarken
1901 wurde die Schutzmarke PH eingetragen, 1927 Natura und 1928 die geschützte Marke Peha.

### Fahrrad-Zubehör
Die Dr. Paul Hunaeus Celluloidwaren-Fabrik annoncierte schon früh in einschlägigen Fachzeitschriften mit ihren Zubehörteilen für Fahrräder: Die Anzeige warb als fein gezeichneter Stich etwa für „Celluloid-Sirenen, durchsichtige Oelkännchen“, einen „staubsicheren Celluloid-Kettenkasten“, Luftpumpen sowie abnehmbare und aufrollbare „Schmutzfänger“. In der Zeitschrift Radmarkt führte die Firma 1896 zu ihren Fahrradgriffen aus (die auch in einer Kombination aus Celluloid und Kork erhältlich waren):

„Der Griff hat den Vorzug, das der Ballen sich der natürlich geballten Hand anschließt und die Sehnen der Hand gleichmäßig belastet, wodurch jedes Eintreten von Krämpfen ausgeschlossen ist.“

### Spielzeug und Puppen
Die Firma wurde später vor allem durch ihr Kinderspielzeug bekannt, insbesondere Zelluloid-Puppen. Die sogenannte Markung (seltener auch Marke) bestand zumeist aus den verschlungenen Buchstaben „P H“ in einer auf der Spitze stehenden Raute, die zusätzliche Abkürzung „D.R.P.“ signalisierte den Schutz der beim  Deutschen Patent- und Markenamt eingetragenen Marke und sollte so vor Fälschungen und Nachahmungen schützen.
Neben den Puppen wird auch das Spielzeug heute gesammelt. Der Hersteller produzierte beispielsweise kleine Tiere, mit denen Kinder einen Bauernhof nachstellen konnten, aber auch „Wackelgänse“, Schaukeltiere, Stehaufmännchen und „Schwimmtiere“. Die Produkte wurden an Händler nach Katalog und einer vierstelligen Nummer im Dutzend verkauft und en gros abgerechnet.

## Fusion mit Schildkröt
1926 fusionierte die Firma mit einer anderen Celluloid-Warenfabrik in Offenbach am Main. 1929 wurde „Hunaeus“, ebenso wie die Rheinische Gummi- und Celluloidfabrik, die die weltberühmten „Schildkröt-Puppen“ herstellte, von der Firmengruppe I.G. Farben übernommen: Den Zusammenschluss der „Rheinischen“ in Mannheim mit der „Dr. Hunaeus“ dokumentierte eine große Zeitungsanzeige, die die Puppen beider Hersteller zeigte, die sich die Hände reichen.